# Bernard Schorderet
Bernard Schorderet, né à Fribourg le 1er novembre 1918 et mort dans la même ville le 8 juillet 2011, est un peintre suisse, connu pour l'aménagement de places, de fontaines ainsi que des vitraux de nombreuses églises et institutions.

## Biographie
Avant-dernier d’une lignée de 7 frères et sœurs, Bernard Schorderet est mobilisé dans l'armée suisse pendant la Seconde Guerre mondiale ; il illustre par ses dessins des journaux destinés aux soldats et à leur famille. En 1946, il part à Paris et s’inscrit à l’école des Beaux-arts, puis à l’Académie André Lhote et au Centre d’Art sacré. Rapidement, Bernard Schorderet est chargé de réaliser des fresques et des vitraux qui vont le conduire à partager sa vie entre Fribourg et Paris.
Bernard Schorderet a travaillé la peinture (la gouache et l’huile, principalement), mais aussi d’autres médiums tels le vitrail et la sculpture. Parmi ses vitraux, citons plus particulièrement les vitraux des églises de Bonnefontaine, Givisiez, Cottens, Vicques, Le Pont (vallée de Joux), Seiry, Estavayer-le-Lac, du St-Rédempteur à Lausanne, du Christ-Roi à Fribourg et à La Valsainte. Enfin, il faut souligner l’étroite collaboration de l’artiste avec différents architectes pour l’aménagement de lieux publics, telle la place-fontaine réalisée pour l’Exposition nationale de 1964 et toujours visible à Lausanne.

## Œuvres intégrées à des lieux publics

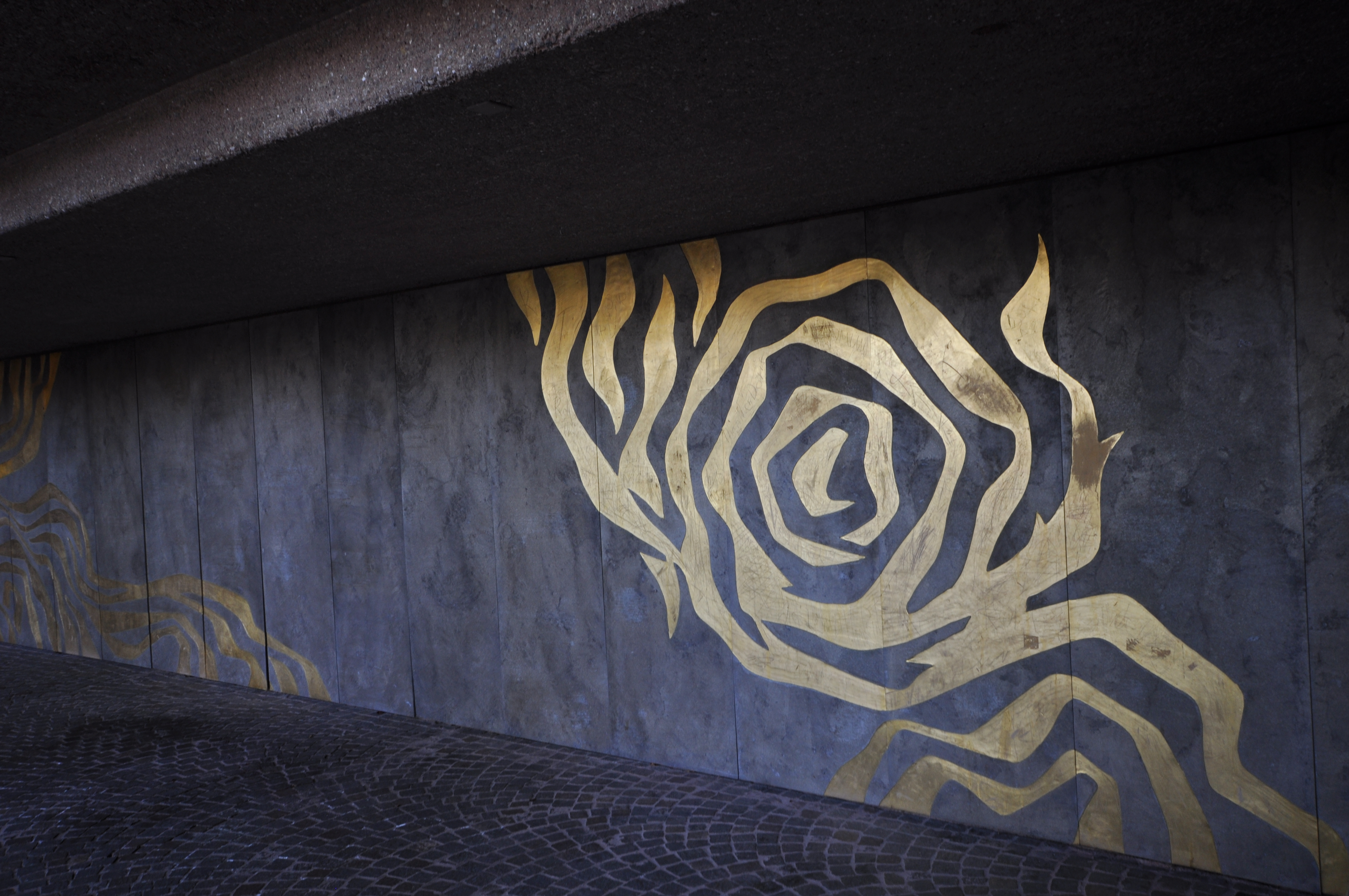
Œuvre murale "Wasser und Feuer" à Affoltern

- Vitraux : églises de Bonnefontaine, Givisiez, Cottens, Vicques, Le Pont (vallée de Joux), Seiry, Estavayer-le-Lac[7], du St-Rédempteur à Lausanne, du Christ-Roi à Fribourg et de La Valsainte
- Places : "La terre et la forêt" à Lausanne[8],[9], école Im Moos à Rüschlikon[10], école de Kreuzlingen[11]
- "Wasser und Feuer", travail mural à Affoltern (Zurich)
- Fresque murale à l'École nationale d'aviation civile[12] (Toulouse)

## Collections publiques
- Fribourg, Musée d'art et d'histoire : "Sans titre", lithographie, 1981
- Fribourg, Université de Fribourg : tapisserie dans le hall d'entrée du bâtiment Miséricorde

## Galerie

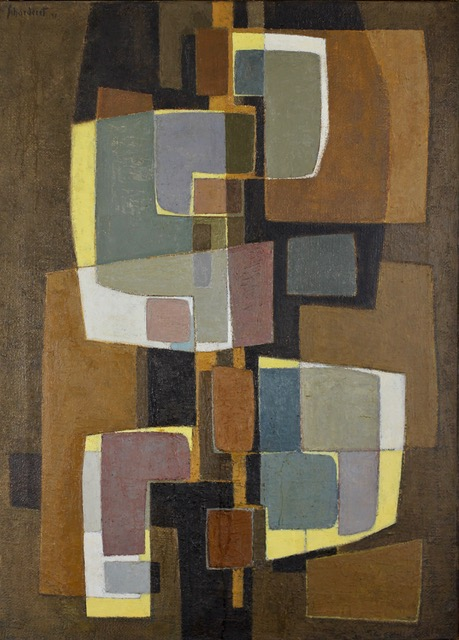
"Orée", huile sur toile (90,5 x 65cm), 1957. Collection privée, Bâle
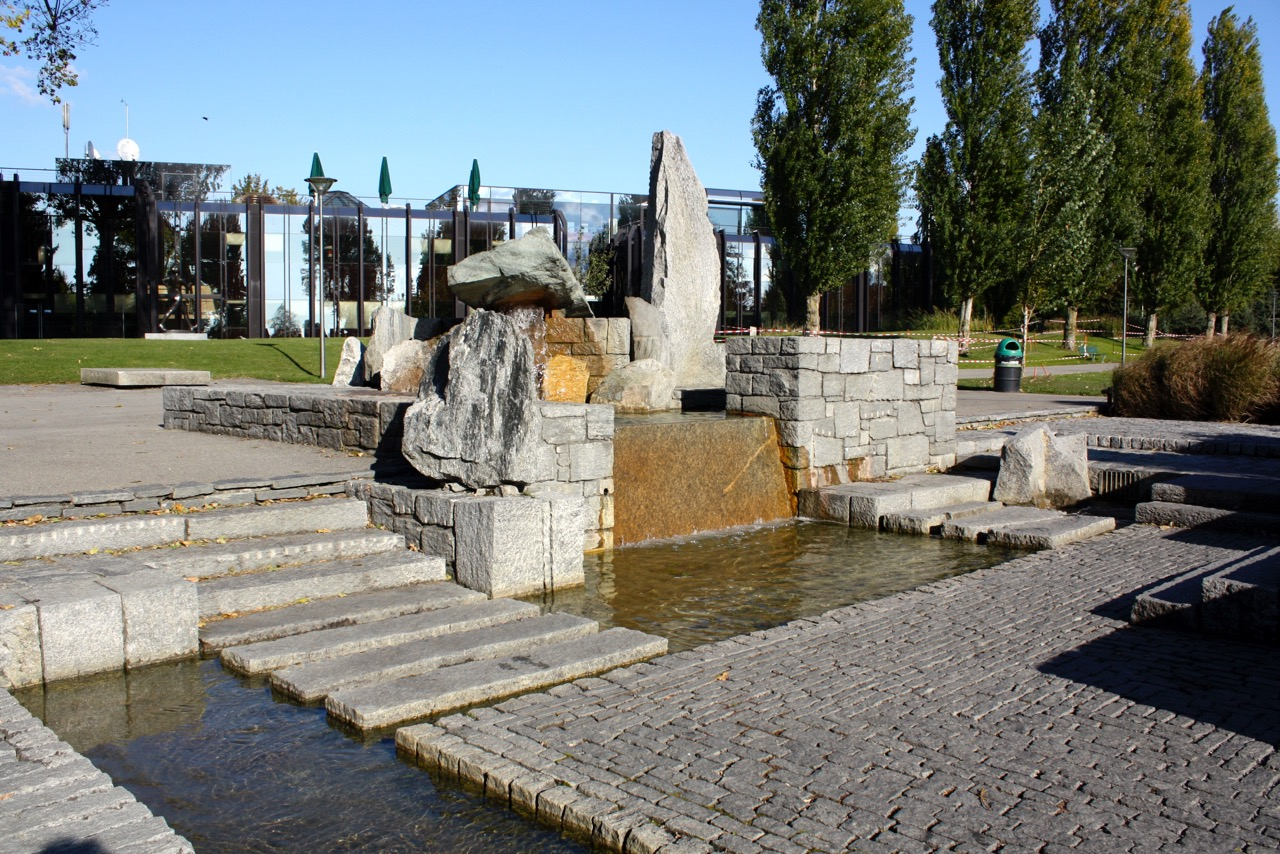
Place de Granit "Terre et Forêt", Lausanne
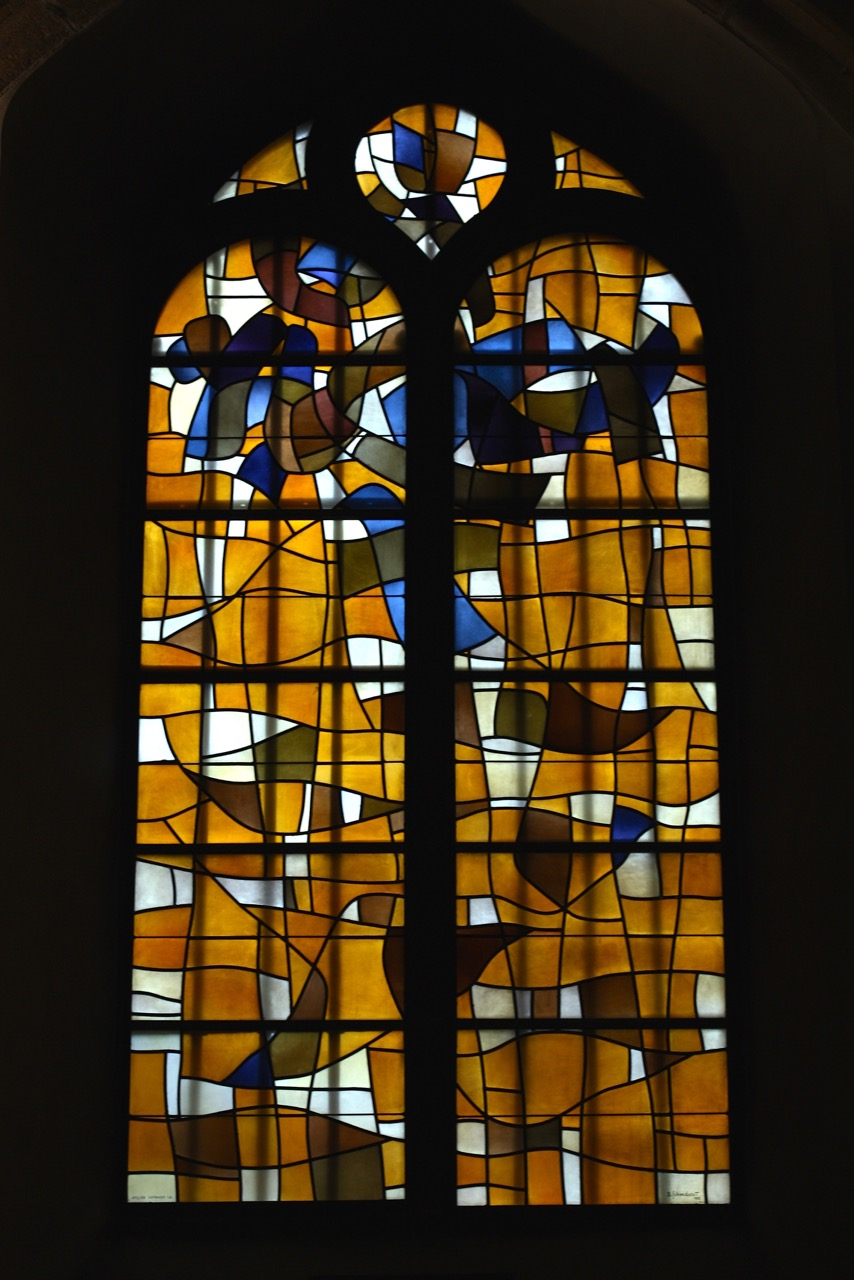
L’un des deux vitraux (1975) du monastère des Dominicaines d’Estavayer-le-Lac
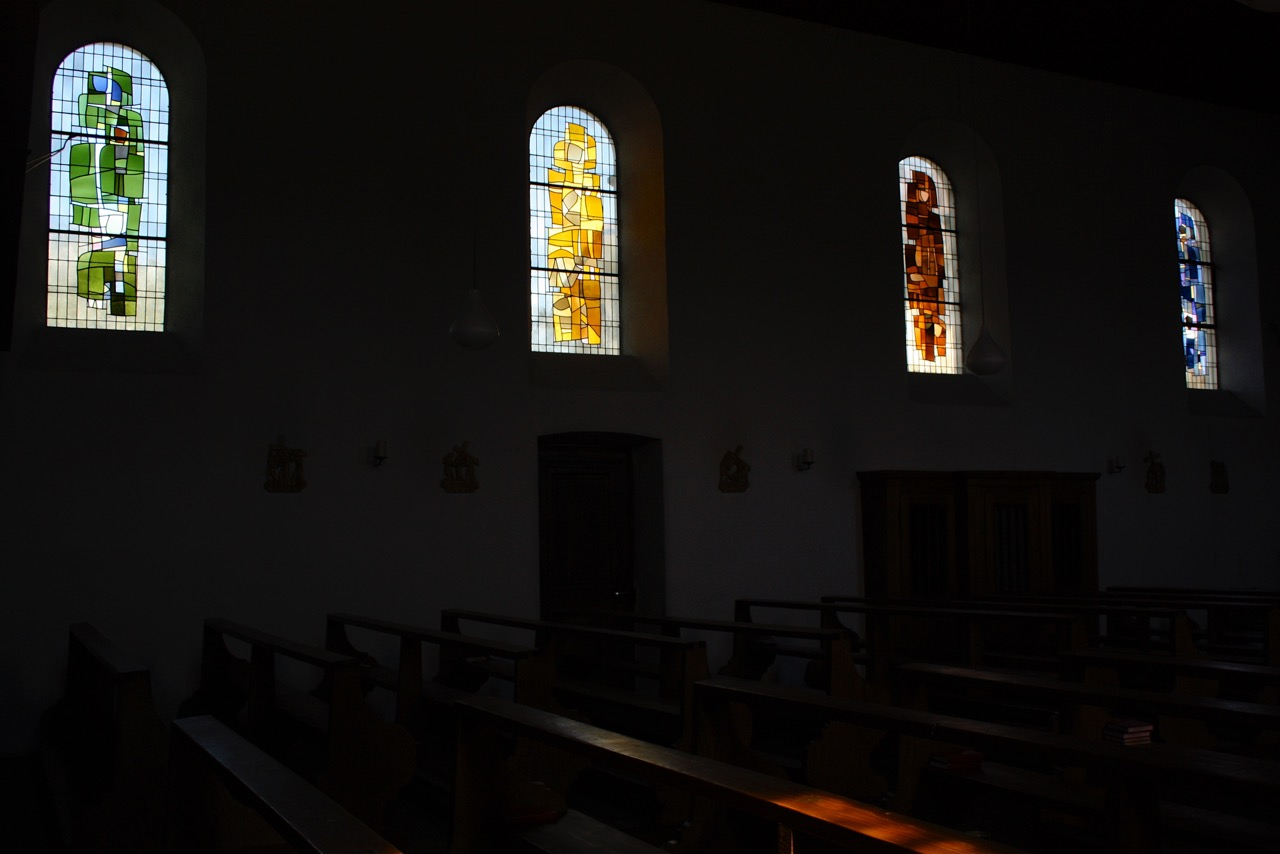
Vitraux de l'église de Bonnefontaine